# Дом с башнями
Дом с башнями в Санкт-Петербурге, также известный как дом Розенштейна — Белогруда — здание на площади Льва Толстого, обращённое центральной частью к Каменноостровскому проспекту и выходящее боковыми фасадами на Большой проспект и улицу Льва Толстого. Благодаря двум мощным шестигранным башням-эркерам здание стало архитектурной доминантой площади Льва Толстого.
Этот доходный дом принадлежал К. И. Розенштейну; был построен самим А. Е. Белогрудом в стиле историзм (с элементами неоготики).

## Предыстория
В середине XIX века этот участок принадлежал наследникам чиновника А. Копейкина и был незастроенным, затем на этом участке стоял деревянный дом с садом прусской подданной К. Ф. Фелькель (её брат С. Ф. Фелькель владел складом какао). На свободной территории участка с 1895 года располагался велодром и каток, где в 1898 году состоялся первый в России матч по хоккею с мячом, а также (31 мая 1898 года) первый показательный матч по боксу. К 1899 году владение перешло к Ф. Ф. Фелькелю, и со стороны Архиерейской улицы был сооружён пятиэтажный дом с перпендикулярным флигелем вдоль межевой линии в стиле эклектики с элементами романской архитектуры. Здание не выходило на площадь, а было обращено к ней круглой башней с гранёным куполом. В здании размещалось женское начальное городское училище.
В 1909—1910 годах Большой проспект был продлён до реки Карповки, что сопровождалось большими планировочными работами, в которых участвовал К. И. Розенштейн. Ему и отошло бывшее владение В. К. Фелькель, существенная часть которого отошла под Архиерейскую площадь.

## Строительство и особенности здания
В 1909 году территория двора дома Фелькеля была сокращена за счёт продления Большого проспекта в сторону Карповки. От Ф. К. Фелькель, вдовы Ф. Ф. Фелькеля, участок перешёл к К. И. Розенштейну, который принимал участие в составлении новой распланировки этого района. Он сам начал проектирование доходного дома, составил планировочное решение, но затем пригласил к сотрудничеству архитектора А. Е. Белогруда. Последний в то время увлекался средневековьем и стилизовал здание под английский замок. Белогруд отказался от ордерной схемы и внёс в композицию разнообразие, смело сочетая элементы неоренессанса и неоготики. Симметричные шестигранные башни вздымаются выше основного массива здания. Разнообразны очертания оконных проёмов. Окна третьего и пятого этажей со стороны ул. Льва Толстого намеренно сдвинуты по отношению к другим этажам. Углы башен Белогруд подчеркнул рустовкой, а в стене одной из них поместил декоративный циферблат со знаками Зодиака.
На фасаде со стороны улицы Льва Толстого выступают два эркера. Оформление этой части здания со смещёнными рядами окон обусловлено тем, что с этой стороны в новое здание был включён существовавший пятиэтажный дом, который сохранил также и ряд элементов оформления: «романские» окна во дворе, литые ограждения и двери лестничных клеток.
При всей своей живописности здание строилось с повышенным запасом прочности. Междуэтажные перекрытия несли сделанные по специальному заказу многопролётные двутавровые балки. Инженерное оснащение дома соответствовало самым высоким стандартам того времени: в квартирах были газовые плиты, утопленные в пол ванны, калориферы для сушки полотенец, встроенные шкафы. Во дворе здания размещался гараж. Внутренняя планировка, выполненная Розенштейном, отличалась компактностью.
Строительство было завершено в 1915 году.

«Дом с башнями» стал последним по времени и первым по значению сооружением на новом отрезке Большого проспекта. Мощная доминанта площади Льва Толстого обрела значение одного из символов Петроградской стороны.— Б. М. Кириков

## Известные жильцы и учреждения
В Доме с башнями в разное время жили: один из авторов проекта архитектор Белогруд (в 1914 г.), писатель Леонид Андреев (в 1915 г.), певец Александр Давыдов (в 1914—1917 гг., на 4 этаже), отец з.а. России Тамары Давыдовой, художник Андрей Ушин, комендант МПВО дома во время блокады, краевед Г. А. Богуславский.
В начале 1920-х гг. на первом этаже «Дома с башнями» со стороны площади обосновалась 5-я приписная касса Наркомфина, позже — сберкасса, затем — отделение Сбербанка, с 1 февраля 2013 года в этих помещениях находится Санкт-Петербургский театр «Русская антреприза» имени Андрея Миронова, приступив к реставрации находящихся в аварийном состоянии помещений, где ранее располагался Сбербанк.
Также на первом этаже, но со стороны Большого проспекта, находился кинотеатр на 248 мест (c 1921, по другим сведениям с 1915 года), называвшийся сначала «Элит», затем «Конкурент», с 1925 года — «Резец», а с 1930 года — «Арс». В 1972 году его закрыли, а помещение передали студии Ленинградского телевидения, размещавшейся здесь до 1978 года. После реконструкции, проведённой по проекту архитекторов института Гипротеатр Б. Г. Устинова и Л. Травина и инженера М. Б. Медника в начале 1978 года, помещения кинотеатра переоборудовали для театра. В оформлении особое место занимали изящные чугунные решётки, люстры, рамы и столики Каслинского литья. 12 сентября 1985 года это помещение занял театр миниатюр «Эксперимент», открыв здесь свой седьмой сезон.

На действие и слово имеет свой патент 

На площади Толстого театр «Эксперимент»— написал Михаил Дудин, поздравляя театр с новосельем.
Театр «Эксперимент» был закрыт в 1995 году, а с 1996 года здесь находится Санкт-Петербургский театр «Русская антреприза» имени Андрея Миронова, основанный в 1988 году и руководимый известным антрепренёром, режиссёром и актёром, народным артистом России Рудольфом Фурмановым. Незадолго до революции дед Андрея Миронова — Семён Менакер — приобрел купчую на часть дома.

## Происшествия
- В годы Великой Отечественной войны по соседству взорвалась мощная фугасная бомба, что вызвало сдвиг стены, но мощные двутавровые балки спасли дом от разрушения[5].
- 29 мая 2009 года во время ремонта фасада здания произошёл пожар, затронувший почти весь чердак дома, но благополучно потушенный[6]. В театре был прерван спектакль «Детектор лжи», эвакурированы зрители. Дым от пожара был виден со всего города. Тушение продолжалось всю ночь.